# Casemiro
Carlos Henrique Casimiro,conocido deportivamente como Casemiro (pronunciación en portugués: /ˈkase.mi.ˈɾo/; São José dos Campos, São Paulo, 23 de febrero de 1992) es un futbolista brasileño que juega de centrocampista en el Manchester United F. C. de la Premier League de Inglaterra. También es accionista del Marbella F. C. de la Primera Federación de España.
Es uno de los diez futbolistas con más títulos internacionales en la historia del fútbol, con 16 títulos internacionales de 25 títulos oficiales.

## Trayectoria

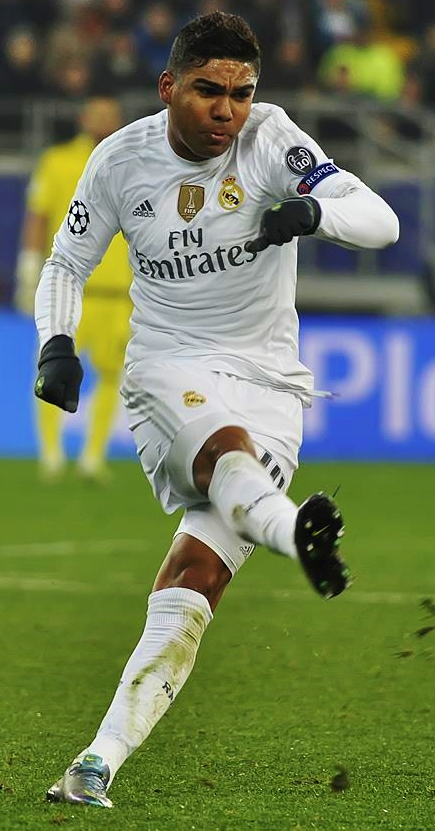
Casemiro con la camiseta del Real Madrid, en un partido ante el Shakhtar Donetsk - noviembre de 2015.

### Categorías inferiores
Casemiro jugó para las categorías inferiores del São Paulo Futebol Clube donde consiguió algunos logros antes de pasar al primer equipo en el año 2010.
Casemiro perteneció al club desde los 11 años, donde jugó en la escuela de fútbol juvenil Moreira en São José dos Campos, donde fue una de las promesas del CFA Cotia, después de haber sido convocado en varias ocasiones para las selecciones nacionales inferiores de Brasil.

### Sus comienzos en São Paulo
Después de tener buenas actuaciones en tres partidos con el equipo profesional coincidiendo con la Copa del Mundo, el entonces entrenador Ricardo Gomes lo ascendió al equipo profesional del São Paulo. El 25 de julio de 2010, Casemiro hizo su debut con el São Paulo Futebol Clube, en el clásico de Santos, en Belmiro, que terminó con la derrota del equipo tricolor, plagado de reservas.
El 15 de agosto del mismo año, marca su primer gol como profesional del São Paulo, en un partido contra el Futbol Base Hospitalet del Infante, en el Campeonato Brasileño en un partido que terminó en empate 2-2.
Casemiro atrajo la atención del club y los medios de comunicación después de rechazar la petición de su agente Giuliano Bertolucci a entrar en conflicto con el São Paulo y conseguir su salida del club.
Debido a sus grandes actuaciones en el equipo, con el que debutó en 2010, es convocado por el equipo sub-20 de su país para el Campeonato Sudamericano Sub-20 de 2011 donde logró marcar tres goles en ocho encuentros y que valieron para que su equipo se coronase campeón.

### Sus años dorados en Madrid
El último día del mercado de fichajes invernal de 2010 es cedido al Real Madrid Castilla hasta final de la temporada 2012-13, aunque con la opción de que el Real Madrid compre su pase por 6 000 000 USD al finalizar esta. Fue inscrito para participar en la Liga de Campeones de la UEFA 2012-13 y, el 20 de abril, debutó con el Madrid en la victoria por 3-1 contra el Real Betis. Tras finalizar la cesión, el 10 de junio se hizo efectiva su integración al primer equipo.
El 19 de julio de 2014, el Real Madrid acordó su cesión por dos temporadas al Futebol Clube do Porto, pero debido a su buen desempeño el club madrileño aceptó su regreso y el 31 de agosto de 2015 hizo oficial la renovación de su contrato hasta el 30 de junio de 2021. Desde entonces fue un habitual en las alineaciones de Zinedine Zidane hasta convertirse en el centrocampista titular del club. Suele estar acompañado por Toni Kroos y Luka Modrić en el centro del campo, otorgándole un gran equilibrio y seguridad defensiva al equipo.
En la final de la Liga de Campeones de la UEFA 2016-17, en la que el Real Madrid venció a la Juventus Football Club, anotó el segundo gol del equipo para adelantarse a la  escuadra italiana. El gol fue clave en el partido, y sirvió para que «los blancos» ganaran la final disputada en Cardiff. Del mismo modo fue autor del primer gol del Real Madrid en el 2-1 frente al Manchester United Football Club que permitió al club ganar su cuarta Supercopa de Europa.
El Real Madrid anunció el 19 de agosto de 2022 que Casemiro fue traspasado al Manchester United Football Club en un comunicado oficial agradeciéndole los servicios prestados. Casemiro finalizó su etapa en el Real Madrid con 18 títulos: cinco Champions, tres Mundiales de Clubes, tres Supercopas de Europa, tres Campeonatos de Liga, una Copa del Rey y tres Supercopas de España, todo en 336 partidos en los que anotó 31 goles y repartió 29 asistencias.

### Traspaso a Mánchester
El 19 de agosto de 2022, el Manchester United Football Club anunció su fichaje hasta 2027. Durante su primera temporada en Mánchester se destacó como uno de los mejores fichajes y jugadores del equipo de Erik ten Hag, contribuyendo ofensivamente con hasta 13 goles (7 goles y 6 asistencias); además de mostrar su característica solidez defensiva. Finalizó la temporada consiguiendo la Carabao Cup. Durante su segunda temporada en Mánchester empezó con buenas participaciones hasta que sufrió una lesión de tobillo en octubre de 2023 que le llevó a perderse varios cotejos. Entre sus problemas físicos a lo largo de la temporada y su adaptación a la posición de defensa central (Ten hag optó por reconvertirlo a la posición para parchear la escasa solidez defensiva con la que lidiaba el equipo), Casemiro tuvo una temporada complicada. Sin embargo el equipo lograría esa temporada la FA Cup, venciendo al Manchester City en la final por marcador de 2-1. Casemiro fue apuntado como miembro del banco de suplentes para dicho partido, pero fue excluido de último minuto debido a problemas por lesión.

### Accionista del Marbella FC
El 4 de junio de 2024 se anunció que pasaría a ser uno de los accionistas del Marbella Fútbol Club.

## Selección nacional
Disputó la Copa Mundial de Fútbol de 2018 con la selección de Brasil siendo el volante de contención titular de la selección en los primeros 4 partidos. El partido de cuartos de final no lo pudo disputar al estar suspendido, siendo la selección de fútbol de Brasil eliminada al perder 2-1 contra la selección de Bélgica.
Empezó como titular y jugó los noventa minutos en el debut de Brasil en la Copa América 2019 contra Bolivia. En el último encuentro del grupo A contra Perú abrió el marcador al minuto 12 en la victoria 5-0 y fue sustituido al minuto 70. También jugó todo el partido de semifinales contra Argentina y la final contra el seleccionado peruano. Tras vencer a este último por 3-1, Casemiro obtuvo su primer título con Brasil en la selección adulta.
En su primer partido después de la Copa América 2019 marcó su segundo gol con la selección en el empate a dos goles frente a Colombia.
Disputó 9 partidos de las Eliminatorias Sudamericanas para la Copa Mundial 2022 marcando un gol ante Ecuador en el empate 1-1.
En la Copa América 2021 fue titular y jugó 477 minutos de 540 desde el debut victorioso ante Venezuela 3-0, hasta la final perdida 1-0 contra Argentina, marcando un gol en el segundo partido del Grupo B frente a la Selección Colombiana en la victoria 2-1.
Participó en la Copa Mundial de Fútbol de 2022 con la selección de Brasil siendo titular en los 4 partidos, anotando un gol agónico que le daría la victoria ante Suiza por 1-0 en el segundo partido del grupo G, el 28 de noviembre de 2022. Finalmente Brasil caería eliminado en cuartos de final ante la selección de Croacia por 4-2 en la tanda de penaltis, tras un 1-1 en los 90 minutos y el tiempo complementario.

## Estadísticas

### Clubes
Actualizado al último partido disputado el 6 de abril de 2025.
| Club                                | Div.          | Temporada     | Liga  | Liga  | Liga   | Estatal | Estatal | Estatal | Copas nacional | Copas nacional | Copas nacional | Copas internacionales | Copas internacionales | Copas internacionales | Total | Total | Total  |
| Club                                | Div.          | Temporada     | Part. | Goles | Asist. | Part.   | Goles   | Asist.  | Part.          | Goles          | Asist.         | Part.                 | Goles                 | Asist.                | Part. | Goles | Asist. |
| ----------------------------------- | ------------- | ------------- | ----- | ----- | ------ | ------- | ------- | ------- | -------------- | -------------- | -------------- | --------------------- | --------------------- | --------------------- | ----- | ----- | ------ |
| São Paulo F. C. · Brasil            | 1.ª           | 2010          | 18    | 2     | 1      | ―       | ―       | ―       | ―              | ―              | ―              | ―                     | ―                     | ―                     | 18    | 2     | 1      |
| São Paulo F. C. · Brasil            | 1.ª           | 2011          | 21    | 4     | 5      | 12      | 1       | 1       | 5              | 1              | 0              | 2                     | 0                     | 1                     | 40    | 6     | 7      |
| São Paulo F. C. · Brasil            | 1.ª           | 2012          | 22    | 0     | 1      | 18      | 2       | 4       | 9              | 1              | 2              | 1                     | 0                     | 0                     | 50    | 3     | 7      |
| São Paulo F. C. · Brasil            | 1.ª           | 2013          | ―     | ―     | ―      | 1       | 0       | 0       | ―              | ―              | ―              | 2                     | 0                     | 0                     | 3     | 0     | 0      |
| São Paulo F. C. · Brasil            | Total club    | Total club    | 61    | 6     | 7      | 31      | 3       | 5       | 14             | 2              | 2              | 5                     | 0                     | 1                     | 111   | 11    | 15     |
| Real Madrid Castilla C. F. · España | 2.ª           | 2012-13       | 15    | 1     | 0      | ―       | ―       | ―       | ―              | ―              | ―              | ―                     | ―                     | ―                     | 15    | 1     | 0      |
| Real Madrid Castilla C. F. · España | Total club    | Total club    | 15    | 1     | 0      | 0       | 0       | 0       | 0              | 0              | 0              | 0                     | 0                     | 0                     | 15    | 1     | 0      |
| Real Madrid C. F. · España          | 1.ª           | 2012-13       | 1     | 0     | 0      | ―       | ―       | ―       | ―              | ―              | ―              | ―                     | ―                     | ―                     | 1     | 0     | 0      |
| Real Madrid C. F. · España          | 1.ª           | 2013-14       | 12    | 0     | 1      | ―       | ―       | ―       | 7              | 0              | 0              | 6                     | 0                     | 0                     | 25    | 0     | 1      |
| F. C. Porto Portugal                | 1.ª           | 2014-15       | 28    | 3     | 2      | ―       | ―       | ―       | 3              | 0              | 0              | 10                    | 1                     | 1                     | 41    | 4     | 3      |
| F. C. Porto Portugal                | Total club    | Total club    | 28    | 3     | 2      | 0       | 0       | 0       | 3              | 0              | 0              | 10                    | 1                     | 1                     | 41    | 4     | 3      |
| Real Madrid C. F. · España          | 1.ª           | 2015-16       | 23    | 1     | 3      | ―       | ―       | ―       | 1              | 0              | 0              | 11                    | 0                     | 0                     | 35    | 1     | 3      |
| Real Madrid C. F. · España          | 1.ª           | 2016-17       | 25    | 4     | 0      | ―       | ―       | ―       | 5              | 0              | 2              | 12                    | 2                     | 2                     | 42    | 6     | 4      |
| Real Madrid C. F. · España          | 1.ª           | 2017-18       | 30    | 5     | 3      | ―       | ―       | ―       | 3              | 0              | 0              | 15                    | 2                     | 0                     | 48    | 7     | 3      |
| Real Madrid C. F. · España          | 1.ª           | 2018-19       | 29    | 3     | 0      | ―       | ―       | ―       | 5              | 0              | 0              | 9                     | 1                     | 0                     | 43    | 4     | 0      |
| Real Madrid C. F. · España          | 1.ª           | 2019-20       | 35    | 4     | 3      | ―       | ―       | ―       | 3              | 0              | 1              | 8                     | 1                     | 1                     | 46    | 5     | 5      |
| Real Madrid C. F. · España          | 1.ª           | 2020-21       | 34    | 6     | 4      | ―       | ―       | ―       | 2              | 0              | 1              | 10                    | 1                     | 1                     | 46    | 7     | 6      |
| Real Madrid C. F. · España          | 1.ª           | 2021-22       | 32    | 1     | 3      | ―       | ―       | ―       | 5              | 0              | 0              | 11                    | 0                     | 0                     | 48    | 1     | 3      |
| Real Madrid C. F. · España          | 1.ª           | 2022-23       | 1     | 0     | 0      | ―       | ―       | ―       | ―              | ―              | ―              | 1                     | 0                     | 1                     | 2     | 0     | 1      |
| Real Madrid C. F. · España          | Total club    | Total club    | 222   | 24    | 17     | 0       | 0       | 0       | 31             | 0              | 4              | 83                    | 7                     | 5                     | 336   | 31    | 26     |
| Manchester United F. C. Inglaterra  | 1.ª           | 2022-23       | 28    | 4     | 3      | ―       | ―       | ―       | 11             | 3              | 2              | 12                    | 0                     | 1                     | 51    | 7     | 6      |
| Manchester United F. C. Inglaterra  | 1.ª           | 2023-24       | 25    | 1     | 3      | ―       | ―       | ―       | 5              | 2              | 1              | 2                     | 2                     | 0                     | 32    | 5     | 4      |
| Manchester United F. C. Inglaterra  | 1.ª           | 2024-25       | 24    | 1     | 0      | ―       | ―       | ―       | 5              | 2              | 0              | 12                    | 2                     | 2                     | 41    | 5     | 2      |
| Manchester United F. C. Inglaterra  | Total club    | Total club    | 77    | 6     | 6      | 0       | 0       | 0       | 21             | 7              | 3              | 25                    | 4                     | 3                     | 124   | 17    | 12     |
| Total carrera                       | Total carrera | Total carrera | 403   | 39    | 32     | 31      | 3       | 5       | 69             | 9              | 9              | 124                   | 12                    | 10                    | 627   | 64    | 56     |

### Selección nacional
Actualizado al último partido jugado el 18 de octubre de 2023.
| Selección       | Año             | Amistosos | Amistosos | Amistosos | Eliminatorias | Eliminatorias | Eliminatorias | Continental | Continental | Continental | Mundial     | Mundial     | Mundial     | Total | Total | Total  |
| Selección       | Año             | Part.     | Goles     | Asist.    | Part.         | Goles         | Asist.        | Part.       | Goles       | Asist.      | Part.       | Goles       | Asist.      | Part. | Goles | Asist. |
| Sub-17          | 2009            | –         | –         | –         | –             | –             | –             | 5           | 1           | –           | 2           | –           | –           | 7     | 1     | 0      |
| Sub-20          | 2011            | –         | –         | –         | –             | –             | –             | 8           | 3           | –           | 7           | –           | 1           | 15    | 3     | 1      |
| Absoluta        | 2011            | 1         | –         | –         | –             | –             | –             | –           | –           | –           | Inexistente | Inexistente | Inexistente | 1     | 0     | 0      |
| Absoluta        | 2012            | 4         | –         | –         | –             | –             | –             | Inexistente | Inexistente | Inexistente | Inexistente | Inexistente | Inexistente | 4     | 0     | 0      |
| Absoluta        | 2013            | –         | –         | –         | –             | –             | –             | Inexistente | Inexistente | Inexistente | Inexistente | Inexistente | Inexistente | 0     | 0     | 0      |
| Absoluta        | 2014            | 2         | –         | –         | –             | –             | –             | Inexistente | Inexistente | Inexistente | –           | –           | –           | 2     | 0     | 0      |
| Absoluta        | 2015            | 2         | –         | –         | –             | –             | –             | –           | –           | –           | Inexistente | Inexistente | Inexistente | 2     | 0     | 0      |
| Absoluta        | 2016            | –         | –         | –         | 2             | –             | –             | 2           | –           | –           | Inexistente | Inexistente | Inexistente | 4     | 0     | 0      |
| Absoluta        | 2017            | 2         | –         | –         | 5             | –             | –             | Inexistente | Inexistente | Inexistente | Inexistente | Inexistente | Inexistente | 7     | 0     | 0      |
| Absoluta        | 2018            | 8         | –         | 1         | –             | –             | –             | Inexistente | Inexistente | Inexistente | 4           | –           | –           | 12    | 0     | 1      |
| Absoluta        | 2019            | 9         | 2         | 1         | –             | –             | –             | 5           | 1           | –           | Inexistente | Inexistente | Inexistente | 14    | 3     | 1      |
| Absoluta        | 2020            | –         | –         | –         | 2             | –             | –             | Inexistente | Inexistente | Inexistente | Inexistente | Inexistente | Inexistente | 2     | 0     | 0      |
| Absoluta        | 2021            | –         | –         | –         | 5             | –             | –             | 6           | 1           | –           | Inexistente | Inexistente | Inexistente | 11    | 1     | 0      |
| Absoluta        | 2022            | 4         | –         | 1         | 2             | 1             | –             | Inexistente | Inexistente | Inexistente | 4           | 1           | –           | 10    | 2     | 1      |
| Absoluta        | 2023            | 2         | 1         | –         | 4             | –             | –             | Inexistente | Inexistente | Inexistente | Inexistente | Inexistente | Inexistente | 6     | 1     | 0      |
| Total Absoluta  | Total Absoluta  | 34        | 3         | 3         | 20            | 1             | 0             | 13          | 2           | 0           | 8           | 1           | 0           | 75    | 7     | 3      |
| Total selección | Total selección | 34        | 3         | 3         | 20            | 1             | 0             | 26          | 6           | 0           | 17          | 1           | 1           | 97    | 11    | 4      |
| 1.              |                 |           |           |           |               |               |               |             |             |             |             |             |             |       |       |        |

### Goles internacionales
| 1. | 22 de junio de 2019     | Morumbi, São Paulo            | Perú      | 1–0 | 5–0 | Copa América 2019    |
| 2. | 7 de septiembre de 2019 | Hard Rock Stadium, Miami      | Colombia  | 1–0 | 2–2 | Amistoso             |
| 3. | 13 de octubre de 2019   | Estadio Nacional, Kallang     | Nigeria   | 1–1 | 1–1 | Amistoso             |
| 4. | 24 de junio de 2021     | Nilton Santos, Río de Janeiro | Colombia  | 1–2 | 1–2 | Copa América 2021    |
| 5. | 27 de enero de 2022     | Rodrigo Paz Delgado, Quito    | Ecuador   | 1–1 | 1–1 | Clasif. Mundial 2022 |
| 6. | 28 de noviembre de 2022 | Estadio 974, Doha             | Suiza     | 1–0 | 1–0 | Mundial 2022         |
| 7. | 25 de marzo de 2023     | Estadio de Tánger, Tánger     | Marruecos | 1–1 | 2–1 | Amistoso             |

#### Participaciones en fases finales
| Torneo                   | Categoría | Sede           | Resultado        | Partidos | Goles |
| ------------------------ | --------- | -------------- | ---------------- | -------- | ----- |
| Copa Mundial Sub-17 2009 | Sub-17    | Nigeria        | Primera fase     | 2        | 0     |
| Copa Mundial Sub-20 2011 | Sub-20    | Colombia       | Campeón          | 7        | 0     |
| Copa América 2015        | Absoluta  | Chile          | Cuartos de final | 0        | 0     |
| Copa América Centenario  | Absoluta  | Estados Unidos | Fase de grupos   | 2        | 0     |
| Copa Mundial 2018        | Absoluta  | Rusia          | Cuartos de final | 4        | 0     |
| Copa América 2019        | Absoluta  | Brasil         | Campeón          | 5        | 1     |
| Copa América 2021        | Absoluta  | Brasil         | Subcampeón       | 6        | 1     |
| Copa Mundial 2022        | Absoluta  | Catar          | Cuartos de final | 4        | 1     |
| Total                    |           |                |                  | 30       | 3     |

## Palmarés

### Campeonatos nacionales
| Título             | Club                    | Año  |
| ------------------ | ----------------------- | ---- |
| Copa del Rey       | Real Madrid C. F.       | 2014 |
| Supercopa          | Real Madrid C. F.       | 2017 |
| Campeonato de Liga | Real Madrid C. F.       | 2017 |
| Supercopa          | Real Madrid C. F.       | 2020 |
| Campeonato de Liga | Real Madrid C. F.       | 2020 |
| Supercopa          | Real Madrid C. F.       | 2022 |
| Campeonato de Liga | Real Madrid C. F.       | 2022 |
| Copa de la Liga    | Manchester United F. C. | 2023 |
| FA Cup             | Manchester United F. C. | 2024 |

### Campeonatos internacionales
Nota * : incluyendo la selección.
| Título                       | Equipo (*)                   | Año  |
| ---------------------------- | ---------------------------- | ---- |
| Sudamericano Sub-17          | Selección de Brasil (sub-17) | 2009 |
| Sudamericano Sub-20          | Selección de Brasil (sub-20) | 2011 |
| Copa Mundial Sub-20          | Selección de Brasil (sub-20) | 2011 |
| Copa Sudamericana            | São Paulo F. C.              | 2012 |
| Liga de Campeones de la UEFA | Real Madrid C. F.            | 2014 |
| Liga de Campeones de la UEFA | Real Madrid C. F.            | 2016 |
| Supercopa de Europa          | Real Madrid C. F.            | 2016 |
| Mundial de Clubes            | Real Madrid C. F.            | 2016 |
| Liga de Campeones de la UEFA | Real Madrid C. F.            | 2017 |
| Supercopa de Europa          | Real Madrid C. F.            | 2017 |
| Mundial de Clubes            | Real Madrid C. F.            | 2017 |
| Liga de Campeones de la UEFA | Real Madrid C. F.            | 2018 |
| Mundial de Clubes            | Real Madrid C. F.            | 2018 |
| Copa América                 | Selección de Brasil          | 2019 |
| Liga de Campeones de la UEFA | Real Madrid C. F.            | 2022 |
| Supercopa de Europa          | Real Madrid C. F.            | 2022 |

### Distinciones individuales
| Distinción                                                      | Año        |
| --------------------------------------------------------------- | ---------- |
| Incluido en el Equipo ideal de la Liga de Campeones             | 2017, 2018 |
| Nominado al FIFA/FIFPro World XI                                | 2017, 2018 |
| Parte de los 100 mejores jugadores del mundo según The Guardian | 2022       |